# Anticarsia anisospila
Anticarsia anisospila là một loài bướm đêm trong họ Erebidae.